# Каравате
Каравате (італ. Caravate) — муніципалітет в Італії, у регіоні Ломбардія,  провінція Варезе.
Каравате розташоване на відстані близько 540 км на північний захід від Рима, 65 км на північний захід від Мілана, 16 км на північний захід від Варезе.
Населення — 2582 особи (2014).
Щорічний фестиваль відбувається 24 червня. Покровитель — святий Іван Хреститель.

## Демографія
Населення за роками:

Станом на 1 січня 2023 року в муніципалітеті офіційно проживало 127 іноземців з 23 країн, серед них 29 громадян країн Євросоюзу та 4 громадяни України.

## Сусідні муніципалітети
- Безоццо
- Читтільйо
- Джемоніо
- Лавено-Момбелло
- Леджуно
- Санджано